# Asura hopkinsi
Asura hopkinsi är en fjärilsart som beskrevs av Willie Horace Thomas Tams 1935. Asura hopkinsi ingår i släktet Asura och familjen björnspinnare. Inga underarter finns listade i Catalogue of Life.